# Kobylnik (Skic)
Kobylnik – część wsi krajeńska w Polsce, położona w województwie wielkopolskim, w powiecie złotowskim, w gminie Złotów. Wchodzi w skład sołectwa Skic.
W latach 1975–1998 Kobylnik administracyjnie należał do województwa pilskiego.